# Kelly C. Degnan
Kelly Colleen Degnan (...) è una diplomatica statunitense, è stata Vice Capo Missione in Italia e a San Marino, attualmente ambasciatore in Georgia..

## Biografia

### Istruzione
Degnan si è laureata presso il Law Center della University of Southern California e ha praticato legge in California per diversi anni. Ha navigato nell'Oceano Pacifico per cinque anni, lavorando come consulente legale negli Stati federati della Micronesia e nella Repubblica di Palau, prima di entrare nel Dipartimento di Stato. Ha conseguito una laurea in giornalismo presso la Medill School of Journalism della Northwestern University.

### Carriera
Dopo la partenza dell'ambasciatore John R. Phillips, Degnan è diventata Chargé d'Affaires ad interim della Missione degli Stati Uniti in Italia e San Marino dal 18 gennaio 2017 fino al 1º ottobre 2017, quando è arrivato l'ambasciatore Lewis Eisenberg. È stata Deputy Chief of Mission (DCM) prima di quel momento, a partire da novembre 2015; e continuerà a servire come DCM fino all'estate del 2019. Prima dell'incarico a Roma, ha prestato servizio come segretario esecutivo delegato dal segretario di stato da febbraio 2014 a settembre 2015. Prima di tornare a Washington, Degnan ha ricoperto il ruolo di vice capo di missione all'ambasciata statunitense a Pristina in Kosovo. Si è trasferita all'ambasciata del Kosovo dalla missione degli Stati Uniti alla NATO a Bruxelles, dove è stata consigliera politica per tre anni.
Inoltre, Degnan ha prestato servizio all'estero nell'Afghanistan orientale, in Turchia, Botswana e Pakistan da quando è entrato nel Servizio Straniero degli Stati Uniti nel 1993. Ha anche svolto l'incarico di Assistente speciale del Segretario di Stato e Assistente speciale del Sottosegretario di Stato per gli affari politici durante i suoi precedenti a Washington.
È consigliere politico del comandante delle Forze Navali Statunitensi in Europa, ed è stata designata ambasciatore degli Stati Uniti in Georgia.
Degnan parla italiano, francese, turco, urdu e la sua lingua madre, inglese.